# Hydrobates furcatus
El paíño rabihorcado (Hydrobates furcatus), es una especie de ave procelariforme de la familia Hydrobatidae nativa del noroeste de América del Norte y el noreste de Asia.

## Distribución y hábitat
En América del Norte, se reproduce en las islas Aleutianas de Alaska, a lo largo de la costa de las islas de Columbia Británica en Canadá y el noroeste del Pacífico en los Estados Unidos continentales. Se reproduce también en la islas Kuriles de Kamchatka. Anida en grietas de las rocas o en pequeñas madrigueras en tierra blanda y pone un solo huevo blanco.  
Pasa el resto del año en el mar, por lo general en aguas más frías. Se puede observar también en alta mar por la costa del Pacífico hasta el centro de California y Japón.
Se alimenta principalmente de plancton, crustáceos, pequeños peces y calamares. Se alimenta de manera similar a otros petreles, recogiendo comida de la superficie del agua mientras está en vuelo. Este pájaro no sigue a los barcos.

## Taxonomía
El paíño rabihorcado se clasificaba en el género Oceanodroma, pero en 2021 la Unión Ornitológica Internacional, fusionó los géneros Oceanodroma e Hydrobates en un único género (Hydrobates) debido a que la familia era parafilética y el paíño rabihorcado pasó entonces a formar parte del género Hydrobates. Los paíños son los miembros más pequeños del orden Procellariiformes, e integran una de sus cuatro familias principales, junto a Diomedeidae (albatros), Procellariidae (petreles y pardelas) y Oceanitidae (paíños australes).